# Platforma Luncanilor
Platforma Luncanilor reprezintă o porțiune a ultimului complex de nivelare Gornovița, parte individualizată a Munților Șureanului. A fost modelată pe tot parcursul Pliocenului până în Pleistocenul inferior, rezultând o suprafață ondulată cu altitudinea medie de 900 m, cu munți mici și mijlocii, cu aspect de dealuri, cu altitudini cuprinse între 700-800 m până la 1.100-1.200 m.

## Relieful
Munții se prezintă sub forma unor platouri (plaiuri) modelate pe șisturi cristaline (Ursici, Târsa) sau platouri calcaroase (Cioclovina, Vârtoapele), cu numeroși martori de eroziune, separați de văile adânci ale Luncanilor și Grădiștei și de ale afluenților acestora. Se disting: a) Platoul Ursici, caracterizat printr-o suprafață aproape netedă, cu marginile crestate de afluenții Streiului și Luncanilor, are altitudinile maxime în Vârful la Cruce (1.019 m) și Vârful Iubăii (1.010 m); b) Platoul Târsa, o suprafață larg ondulată, deasupra căruia se ridică vârfurile Secuiului (948 m), Alunului (984 m) și Târsa (949 m); c) Platoul Ponorici-Cioclovina – alcătuit din calcare – este dominat de dealuri care apar ca martori de eroziune: Dl. Arsului (848 m), Dl. Robului (974 m), Dl. Padeș (1.010 m), Dl. Dreptului (950 m); d) Masivul Vârtoapele – cu carst de tip suspendat autigen, situat la o diferență de 200-300 m altitudine față de văile înconjurătoare – are altitudinea medie de 900- 950 m, fiind mărginit de abrupturi.
Spre Depresiunea Hațegului mai apar câțiva martori de eroziune, pe șisturi cristaline – Vârful Purcărețul (870 m) și Vârful Muncelu (810 m) – sau pe conglomerate, gresii și marne: Vârful Măgura (804 m) și Muchia (809 m). De asemenea, tot spre Depresiunea Hațegului apar nivelele secundare acestui complex sculptural, sub formă de trepte marginale și umeri de vale. 
În morfologia văilor se disting lunci cu lățimi de 200-300 m, discontinue datorită confluențelor sau eroziunii selective (Valea Grădiștei), terase sau umeri de terase (văile Văratecului și Dreptului), iar în profil transversal prezintă numeroase rupturi de pantă. Pe versanți, prezența argilelor favorizează apariția alunecărilor de teren, unele fixate având tendința de reactivare (pe ambii versanți ai Văii Dreptului și pe cel drept al văii Văratec).

## Așezările
Regiunea analizată a oferit, încă din cele mai vechi timpuri, condiții naturale prielnice dezvoltării așezărilor omenești. Vechimea populării acestei regiuni montane este dovedită de urmele omului paleolitic (fosile umane și unelte descoperite în Peștera Cioclovina) și eneolitic (așezarea de pe Vârful Țâfla). Însă, cele mai multe dovezi ale existenței oamenilor în arealele înalte ale platformei aparțin perioadelor preromană și romană. 
Această situație se datorează atât poziției geografice în ansamblul regional carpatic, cât și caracteristicilor locale ale reliefului: multitudinea culmilor prelungi, a platourilor și a formațiunilor calcaroase. În acest context nu pot fi omise condițiile climatice favorabile, manifestate prin efecte de foehn și adăpost, hidrografia, vegetația forestieră etc. 
În prezent se remarcă o densitate mare a așezărilor permanente, grupate în cadrul a trei comune: Boșorod (cu satele Alunu, Ursici, Târsa, Cioclovina și Luncani), Orăștioara de Sus (cu Costești Deal, Ludeștii de Sus și Grădiștea de Munte) și Pui (cu Fizești, Federi, Ohaba Ponor și Ponor).
Luncani, așezarea ce dă numele platformei, a fost atestată în anul 1750, iar în urma împărțirii administrative din 1956 cătunele sale (Alunu, Cioclovina, Ursici, Târsa și Prihodiște) au fost declarate sate. 
Cu toate dovezile certe ale populării din cele mai vechi timpuri, Grădiștea de Munte nu poate fi identificată în documente istorice decât mai târziu. Ca așezare măruntă greu accesibilă, cătunul era înglobat într-o așezare mai mare din vale, în Orăștioara de Sus. S-a conturat ca unitate independentă la împărțirea administrativă din 1956. În aceeași situație de încorporare administrativă s-au găsit până în anul 1956 și celelalte două așezări risipite: Costești Deal, înglobat satului Costești, și Ludeștii de Sus, înglobat localității Ludeștii de Jos.
Așezările din sudul Platformei Luncanilor apar în documente mai de timpuriu, în secolul al XV-lea, ceea ce dovedește că au intrat mai repede în atenția administrației maghiare. Satele Fizești și Ponor au fost atestate documentar la 1447, iar Federi, la 1457.
Așezările de pe Platforma Luncanilor sunt amplasate fie pe culmi domoale – Târsa, Ursici, Prihodiște, Alunu, cătunul de la Piatra Roșie, Cioclovina, Costești Deal, Ludeștii de Sus și o parte a satului Grădiștea de Munte – fie în cadrul unor văi – Luncani, pe valea omonimă, și un nucleu al satului Grădiștea de Munte amplasat pe Valea Grădiștei.
Spre Depresiunea Hațegului, relieful fiind mai fragmentat are rol limitativ. Cu toate acestea el constituie suportul așezărilor Fizești, Federi și Ohaba Ponor amplasate pe versanții înclinați ai platformei de eroziune neafectați încă de alunecări sau pe podurile etajate ale unor fragmente de terase. Aici, satul Ponor este situat în valea râul cu același nume, la confluența cu Streiul.
Majoritatea așezărilor sunt distribuite de la 500 m până la 900-950 m altitudine, excepție făcând doar satele Costești Deal și Ludeștii de Sus, care urcă până la 1.100 m. Sălașele, grajdurile, fânarele și colibe utilizate numai pe timpul verii sunt prezente până la 1.250 m altitudine.
Caracteristicile restrictive ale reliefului au făcut ca în prezent toate satele din regiunea studiată să dispună de un număr redus de locuitori, acestea fiind grupate pe trei categorii: foarte mici (sub 100 loc.), mici inferioare (100-250 loc.) și mici superioare (250-500 loc.). 
Instabilitatea reliefului, suprafețele reduse cu pantă moderată, platourile dispersate teritorial și separate de diferențe altimetrice apreciabile nu au permis constituirea unor mari sate cu structură adunată. Ca urmare, pe Platforma Luncanilor sunt predominante satele risipite, cu textură neregulată, cu gospodăriile situate fiecare în mijlocul propriei moșii agricole sau grupate mai multe la un loc în crânguri. Fac excepție satele Grădiștea de Munte și Luncani, care sunt răsfirate, cu textură lineară, dedublată de drum, și Ponor, cu morfostructură adunată.